# Platykodon velkokvětý
Platykodon velkokvětý (Platycodon grandiflorus), též zvonkovec, boubelík velkokvětý nebo boubelka velkokvětá, je trvalka s velkými, výraznými květy. Rostlina pochází z východní Asie. Je to jediný druh rodu platykodon.

## Popis
Platykodon je bylina s lodyhou nesoucí přisedlé, střídavé listy. Každá lodyha nese jeden nebo několik květů, které jsou u divoce rostoucích rostlin modré. Existuje ovšem celá řada zahradních kultivarů s odlišnou barvou květů. Květy jsou pěticípé a až 8 cm velké. Kvete v červenci až srpnu. Plodem je hranatá tobolka. Celá rostlina je 30–40 cm vysoká, může ale dosáhnout výšky až 60 cm. Rostliny vyrůstá z členitého, bílého, řepovitého kořene, který slouží jako zásobní orgán, a při poranění z ní vytéká mléčná šťáva. Obsahuje inulin.
V přírodě roste v mírném pásu v Číně a v Japonsku. V Česku je mrazuvzdorná. Vyžaduje propustnou a výživnou půdu a slunné stanoviště.

## Galerie

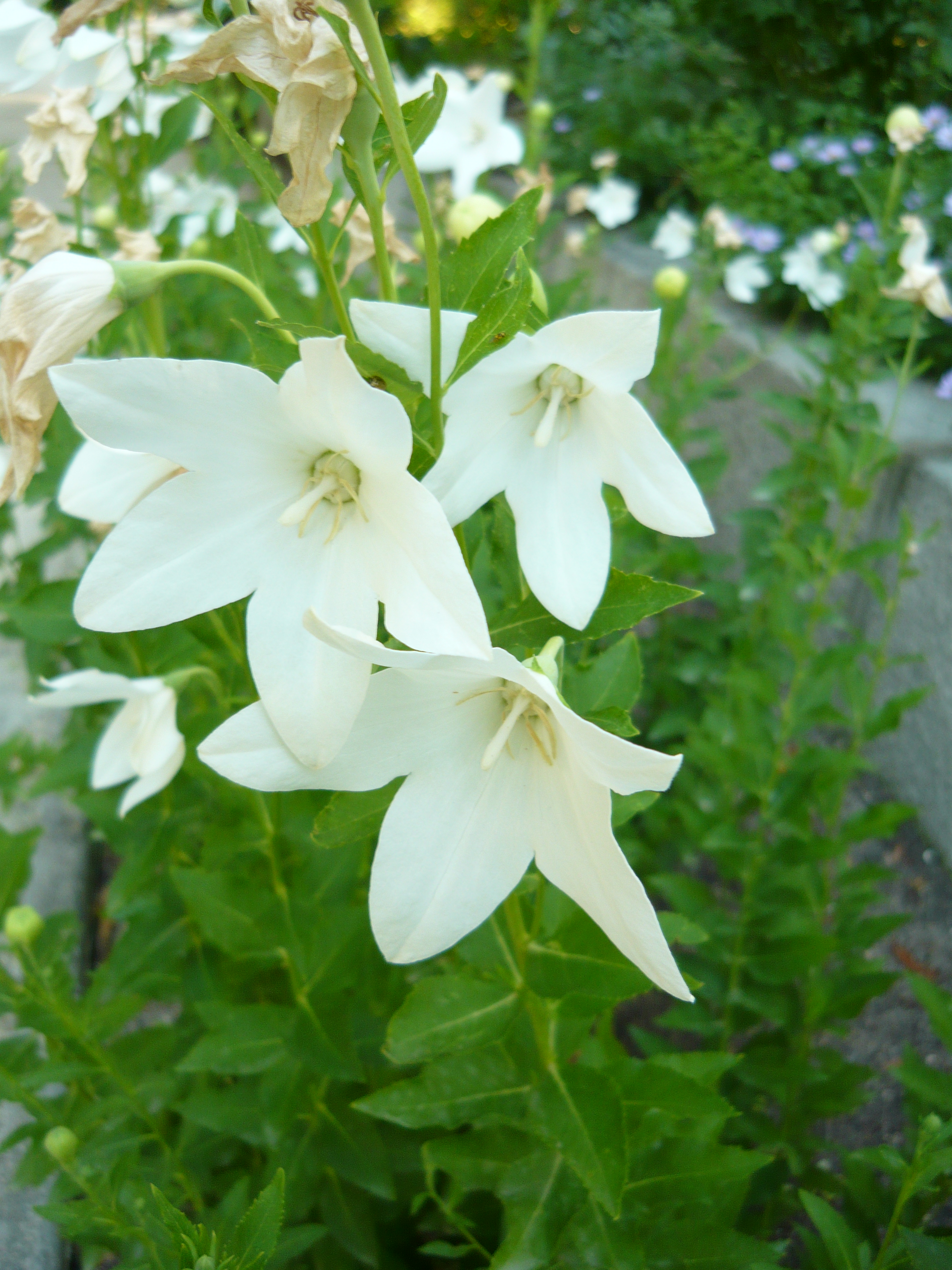
Bílá varieta
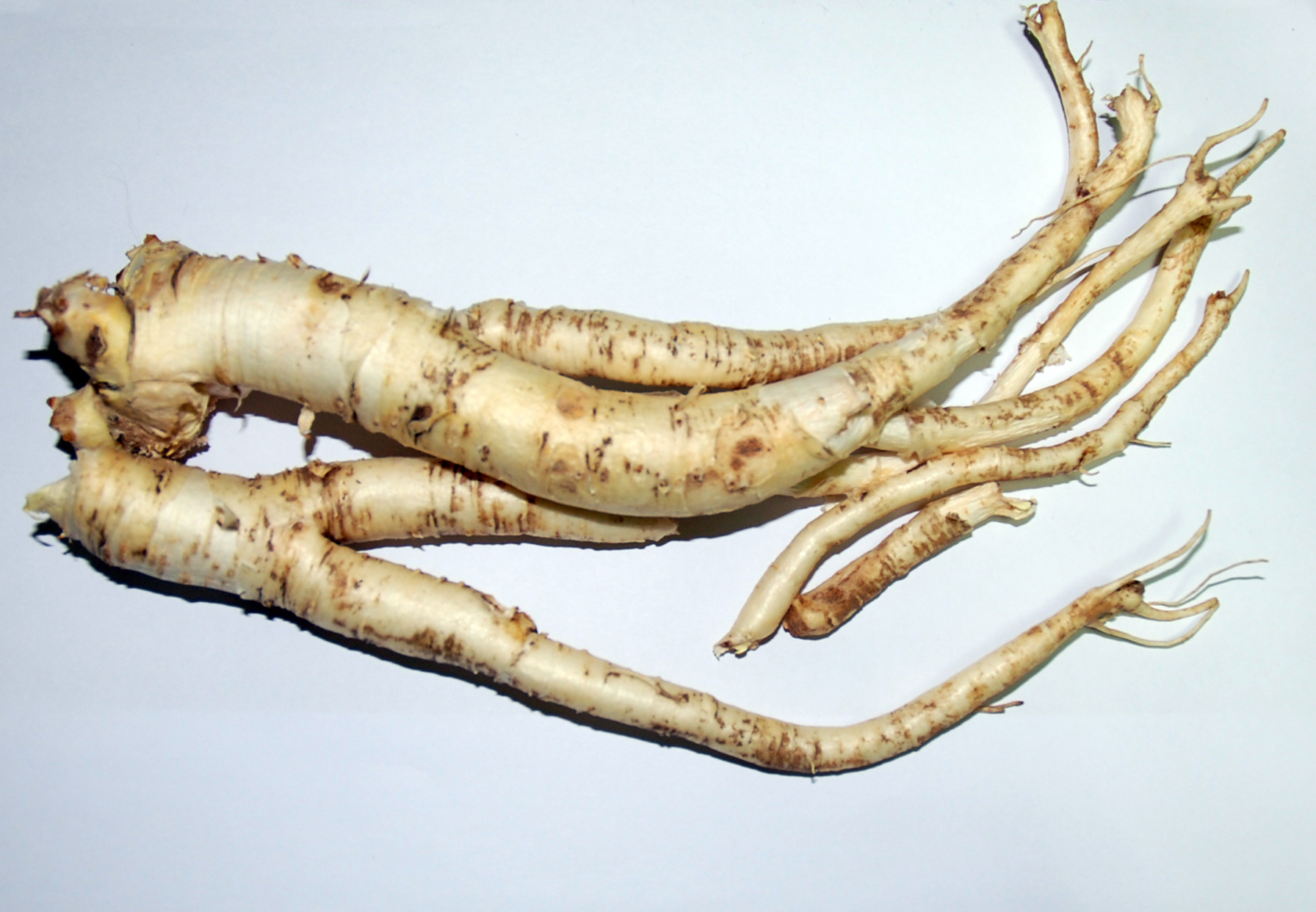
Kořen platykodonu
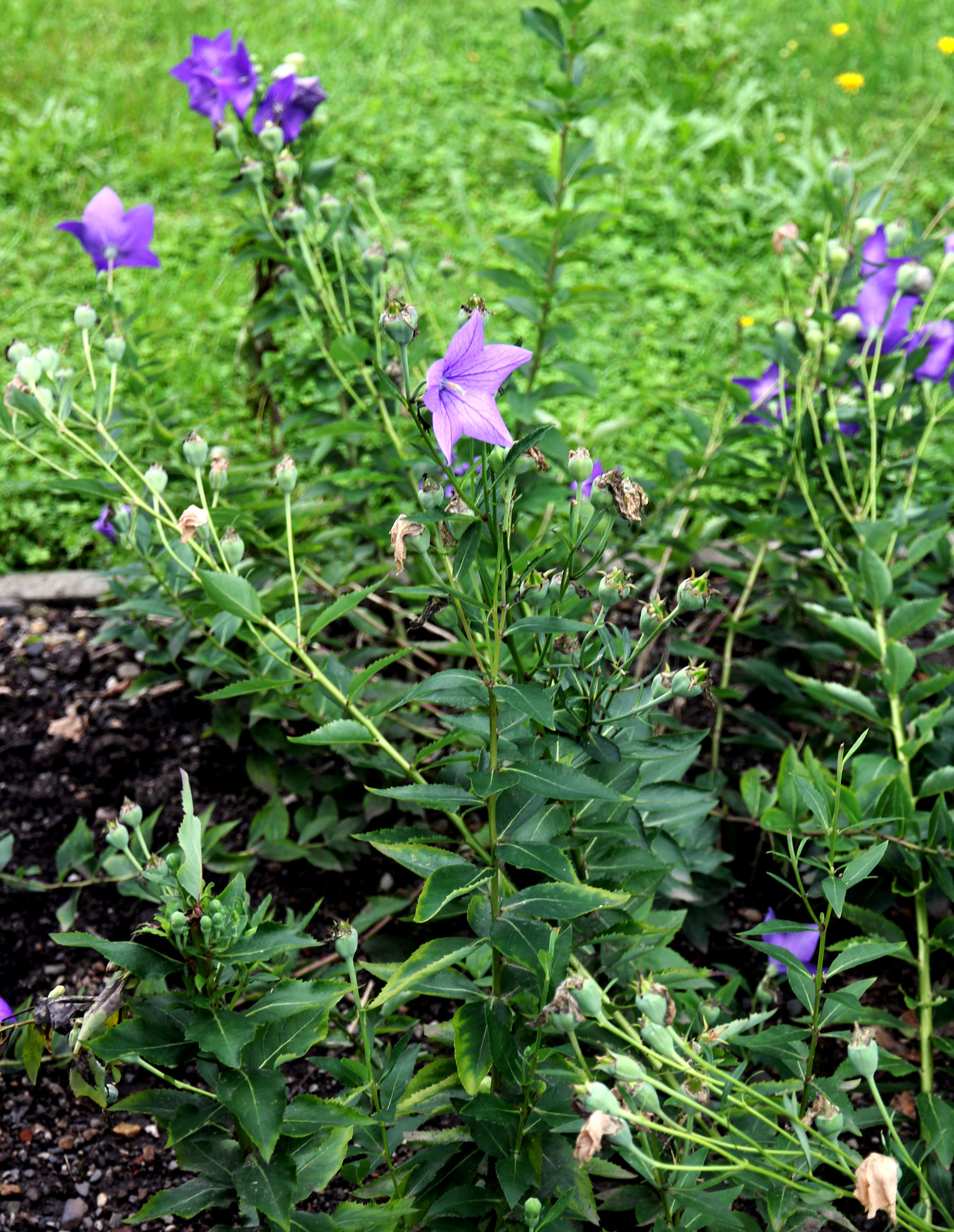
Rostlina